# Championnat d'Europe de patinage artistique 1900
Navigation
Édition précédente Édition suivante
Le championnat d'Europe de patinage artistique 1900 a lieu le 21 janvier 1900 à Berlin dans l'Empire allemand.

## Podium
| Épreuves                      | Or             | Argent       | Bronze       |
| ----------------------------- | -------------- | ------------ | ------------ |
| Messieurs résultats détaillés | Ulrich Salchow | Gustav Hügel | Oscar Holthe |

## Tableau des médailles
| Rang  | Nation   | Or | Argent | Bronze | Total |
| ----- | -------- | -- | ------ | ------ | ----- |
| 1     | Suède    | 1  | 0      | 0      | 1     |
| 2     | Autriche | 0  | 1      | 0      | 1     |
| 3     | Norvège  | 0  | 0      | 1      | 1     |
| Total | Total    | 1  | 1      | 1      | 3     |

## Détails de la compétition Messieurs
| Rang | Nom            | Nation    | Places | Points | Fig. impo. | Prog. libre |
| ---- | -------------- | --------- | ------ | ------ | ---------- | ----------- |
| 1    | Ulrich Salchow | Suède     |        |        |            |             |
| 2    | Gustav Hügel   | Autriche  |        |        |            |             |
| 3    | Oscar Holthe   | Norvège   |        |        |            |             |
| 4    | Johan Lefstad  | Norvège   |        |        |            |             |
| 5    | Franz Zilly    | Allemagne |        |        |            |             |